# A Economia dos Ecossistemas e da Biodiversidade
A Economia dos Ecossistemas e da Biodiversidade (TEEB) foi um estudo conduzido entre 2007 e 2011, liderado pelo economista ambiental ligado ao setor financeiro Pavan Sukhdev. O estudo faz parte de uma iniciativa para alertar a comunidade internacional sobre os benefícios econômicos da manutenção da biodiversidade. Seu objetivo é destacar o custo crescente da perda de biodiversidade e degradação ambiental. Além disso, busca promover ações práticas baseadas em conhecimentos científicos, econômicos e políticos. O TEEB visa avaliar, comunicar e integrar a urgência dessas ações por meio de cinco entregáveis (deliverables):
1. fundamentos científicos e econômicos, custos de políticas e custos de inação;
2. oportunidades de implementação de políticas nacionais e internacionais;
3. suporte à decisão para administradores locais;
4. riscos, oportunidades e métricas para negócios;
5. cidadão e consumidor como proprietários.

Um dos motivos para a realização do estudo foi estabelecer um padrão global objetivo para a contabilidade do capital natural. Estima-se que o custo do dano ao mundo natural causado pelo homem está entre 2 e 4,5 trilhões de dolares  e será equivalente a 18% da produção econômica global até 2050. Recentemente, o Banco Mundial tem liderado esforços para incluir o custo da biodiversidade e dos danos climáticos no contexto das economias nacionais.
Seus patrocinadores declararam que o TEEB é a "principal iniciativa internacional para chamar a atenção para os benefícios econômicos globais da biodiversidade, para destacar os custos crescentes da perda de biodiversidade e degradação dos ecossistemas e reunir conhecimentos dos campos da ciência, economia e política para avançar ações práticas." Em outubro de 2010, lançou seu relatório "Incorporando a Economia da Natureza: uma síntese da abordagem, conclusões e recomendações do TEEB" e lançou o Banco de Capital Natural como parte de sua estratégia de comunicação direcionada ao público em geral.

## História
O TEEB foi lançado pela Alemanha e pela Comissão Europeia em resposta a uma proposta dos Ministros do Meio Ambiente do G8+5 em Potsdam, Alemanha, em 2007. A iniciativa buscava desenvolver um estudo global sobre a economia da perda de biodiversidade. A segunda fase do estudo TEEB é organizada pelo Programa das Nações Unidas para o Meio Ambiente (PNUMA) com o apoio de várias organizações, incluindo a Comissão Europeia, o Ministério Federal Alemão para o Meio Ambiente, Conservação da Natureza e Segurança Nuclear e o Departamento do Reino Unido para Meio Ambiente, Alimentos e Assuntos Rurais.

O Relatório Provisório do TEEB foi divulgado em maio de 2008 na Fase I. O relatório forneceu evidências de perdas econômicas significativas globais e locais, e de impactos no bem-estar humano devido às contínuas perdas de biodiversidade e degradação dos ecossistemas. Ele se concentrou principalmente em florestas e examinou a extensão das perdas de capital natural que ocorrem como resultado do desmatamento e da degradação. O TEEB estima que isso seja de US$ 2 a 4,5 trilhões por ano, todos os anos.
A Fase II do estudo buscou ampliar o trabalho iniciado na Fase I. Foi concluída em 2010 e apresentada em Nagoya, Japão, na 10ª Conferência das Partes da Convenção sobre Diversidade Biológica (CDB) em outubro de 2010. Os volumes finais do TEEB estão sendo publicados pela Earthscan. O primeiro volume publicado em outubro de 2010: The Economics of Ecosystems and Biodiversity: Ecological and Economic Foundations. O segundo, terceiro e quarto volumes serão publicados ao longo de 2011.

## Membros do conselho
O Conselho Consultivo do TEEB inclui especialistas das áreas de ciência e economia:
- Pavan Sukhdev, um banqueiro sênior do Deutsche Bank e fundador-diretor do projeto de contabilidade verde GIST (Green Indian States Trust)[10] na Índia.
- Achim Steiner, Diretor Executivo, Programa das Nações Unidas para o Meio Ambiente
- Ahmed Djoghlaf, Secretário Executivo, Convenção sobre Diversidade Biológica
- Nicholas Stern, Professor de Economia e Governo, e Presidente do Instituto de Pesquisa Grantham da Escola de Economia de Londres sobre Mudanças Climáticas e Meio Ambiente
- Julia Marton-Lefèvre, Diretora Geral, União Internacional para a Conservação da Natureza
- Herman Mulder, foi Diretor-Geral e Chefe do Grupo de Gestão de Risco do ABN AMRO Bank, Amsterdã, Holanda
- Peter May, Presidente, Sociedade Internacional de Economia Ecológica
- Ladislav Miko, Ministro do Meio Ambiente, República Tcheca
- Walter Reid, Diretor do Programa de Conservação e Ciência, David and Lucile Packard Foundation
- Giles Atkinson, Leitor em Política Ambiental, Departamento de Geografia e Meio Ambiente e Associado, Grantham Research Institute of Climate Change and Environment, London School of Economics
- Edward Barbier, Professor de Economia, Departamento de Economia e Finanças, Universidade de Wyoming
- Jacqueline McGlade, Diretora Executiva, Agência Europeia do Ambiente
- Yolanda Kakabadse, Presidente, Fundo Mundial para a Natureza desde janeiro de 2010
- Jochen Flasbarth, Presidente, Agência Federal do Meio Ambiente, Alemanha
- Karl-Göran Mäler, Professor de Economia, Stockholm School of Economics e Diretor, Beijer International Institute of Ecological Economics
- Joan Martinez Alier, Professor, Departamento de Economia e História Econômica, Universitat Autonoma de Barcelona

## Fase I: mensagens-chave
O mundo já perdeu grande parte de sua biodiversidade. O TEEB indica que a pressão sobre os preços das commodities e dos alimentos demonstra as consequências dessa perda para a sociedade. O TEEB recomenda que ações corretivas urgentes são essenciais porque a perda de espécies e a degradação do ecossistema estão intrinsecamente ligadas ao bem-estar humano. Prevê-se que o crescimento econômico e a conversão de ecossistemas naturais em produção agrícola continuem, mas TEEB considera que é essencial garantir que esse desenvolvimento leve em consideração o valor real dos ecossistemas naturais. Isso é fundamental para para gestão ambiental e econômica.
As conclusões do TEEB (Relatório preliminar) focaram em três grandes áreas — o tamanho do impacto da perda de biodiversidade e dos danos nos ecossistemas na economia e no bem-estar; a relação intrínseca entre a conservação da biodiversidade e a saúde dos ecossistemas e o alcance dos Objetivos de Desenvolvimento do Milênio; e, por último, as escolhas éticas envolvidas na seleção de uma taxa de desconto social que leve em consideração os benefícios dos ecossistemas e da biodiversidade.

### Principais descobertas
- 11% das áreas naturais remanescentes em 2000 poderiam ser perdidas, principalmente como resultado da conversão para agricultura, expansão da infra-estrutura e mudanças climáticas.
- Quase 40% das terras atualmente sob formas de agricultura de baixo impacto que podem ser convertidas para uso agrícola intensivo, com ainda mais perdas de biodiversidade.
- Estima-se que, com um investimento anual de US$ 45 bilhões, a prestação de serviços ecossistêmicos em áreas protegidas, poderia assegurar cerca de 5 trilhões de dólares por ano.

O TEEB considera que uma gestão sólida do ecossistema e da biodiversidade e a inclusão do capital natural na contabilidade governamental e empresarial podem começar a corrigir a inação e reduzir o custo de perdas futuras.

## Fase II
A Fase II do TEEB, atualmente em andamento, adota uma abordagem econômica que é espacialmente específica e se baseia no funcionamento de ecossistemas e como esses fornecem serviços. Ela examina como os ecossistemas e seus serviços associados provavelmente responderão a ações políticas específicas. Um foco fundamental do TEEB é desenvolver um parâmetro econômico que seja mais eficaz do que o PIB para avaliar o desempenho de uma economia. O TEEB recomenda que os sistemas contábeis nacionais precisam ser mais inclusivos para medir os benefícios significativos para o bem-estar humano que os ecossistemas e a biodiversidade fornecem. Esses sistemas podem ajudar os formuladores de políticas a adotar as medidas corretas e projetar mecanismos de financiamento apropriados para a conservação.
Na Fase II o TEEB visa:
- Integrar o conhecimento ecológico e econômico para estruturar a avaliação dos serviços ecossistêmicos em diferentes cenários.
- Recomendar metodologias de avaliação apropriadas para diferentes contextos.
- Examinar os custos econômicos do declínio da biodiversidade e os custos e benefícios das ações para reduzir essas perdas.
- Desenvolver uma 'caixa de ferramentas' para formuladores de políticas nos níveis internacional, regional e local para promover o desenvolvimento sustentável e uma melhor conservação dos ecossistemas e da biodiversidade.
- Facilitar o acesso a informações e ferramentas importantes para práticas de preservação de biodiversidade para a comunidade empresarial — da perspectiva do gerenciamento de riscos, abordagem de oportunidades e avaliação de impactos.
- Conscientizar o público geral sobre o impacto individual na biodiversidade e nos ecossistemas, e sobre as ações individuais que fazer uma diferença positiva.

## Atualização de questões climáticas
A Atualização do Clima do TEEB afirmou que um acordo sobre financiamento para florestas seria uma prioridade para os governos que participaram da Conferência de Mudanças Climáticas das Nações Unidas de 2009 em Copenhague.
São estimadas que 5 gigatoneladas ou 15% das emissões mundiais de dióxido de carbono são absorvidas ou "sequestradas" pelas florestas todos os anos, tornando-as o "motor de mitigação" do mundo natural.
O TEEB considera que investir em medidas baseadas no ecossistema, como o financiamento da Redução de Emissões por Desmatamento e Degradação Florestal (REDD), pode ajudar no combate às mudanças climáticas e, além disso, pode ser uma medida importante para o combate à pobreza e adaptação climática.
A atualização também destaca a 'emergência dos recifes de corais' que já se apresenta como resultado atual das emissões de gases de efeito estufa. Os cientistas que contribuem para o processo TEEB indicam que danos irreversíveis aos recifes de corais podem ocorrer em concentrações atmosféricas de CO2 de mais de 350 partes por milhão (ppm). Isso está relacionado com o aumento das temperaturas e a acidificação dos oceanos. As concentrações já estão acima desse limite e continuam aumentando. Isso levanta preocupações de que estabilizar os níveis de CO2 em 450 ppm, ou cerca de 16% acima dos níveis atuais, pode condenar esse ecossistema crítico (e multibilionário) à extinção, e levar consigo o sustento de 500 milhões de pessoas em poucas décadas.

## Iniciativa de economia verde
A iniciativa de economia verde do PNUMA é um projeto concebido para comunicar que a transformação das economias para economias mais verdes não é um fardo para o crescimento, mas sim um novo motor para o crescimento, geração de emprego e redução da pobreza global. O relatório de economia verde, publicado em fevereiro de 2011, usou análises econômicas e abordagens de modelagem computacional para fornecer uma avaliação dos setores econômicos identificados onde o "esverdeamento" pode levar à prosperidade e à criação de empregos (ou seja, crescimento econômico tradicional). Isso promove setores considerados necessários para uma economia verde, como: agricultura, edifícios, cidades, pesca, florestas, indústria, energia renovável, transporte, turismo, gestão de resíduos e água, bem como as condições favoráveis em finanças, política nacional e internacional arquitetura.

## Crítica
A abordagem para avaliar ecossistemas trazida pelo projeto TEEB foi criticada e está aberta aos mesmos problemas que afetam todas as teorias dominantes de valor econômico. Mais especificamente, o argumento é que os preços precisam ser corrigidos para falhas de mercado e ajustes simples podem ser feitos para corrigir o sistema de preços para que os recursos sejam alocados de forma eficiente. A base para este recálculo são as preferências humanas pela natureza, ecossistemas, insetos e plantas. Uma das críticas está relacionada com a irrelevância das preferências humanas para determinar o que é ecologicamente essencial para a manutenção dos sistemas de suporte à vida. As preferências humanas podem ser um bom guia para escolher sabores de sorvete, mas não a mistura de espécies ou gases na atmosfera necessária para sustentar a vida.
Além da crítica aos cálculos usados nesses estudos TEEB e em outros trabalhos associados, existem questões sobre as implicações institucionais. Pavan Sukdev defende uma resposta do setor financeiro e bancário que irá 'capturar valores'. Isso basicamente significa obter lucros para aqueles que estão preparados para desenvolver e comercializar novos instrumentos financeiros e financiar iniciativas que irão comercializar a biodiversidade e os ativos do ecossistema como ativos financeiros. Isso é visto por alguns como a agenda oculta do TEEB, uma vez que foi apoiado por interesses financeiros, incluindo ser chefiado por um ex-financista do Deutsche Bank. Clive Spash refere-se ao TEEB como "economia, ecossistemas e serviços bancários terríveis".